# Agnathiella nominata
Agnathiella nominata är en djurart som tillhör fylumet käkmaskar, och som beskrevs av Wolfgang Sterrer 200. Agnathiella nominata ingår i släktet Agnathiella och familjen Agnathiellidae. Inga underarter finns listade i Catalogue of Life.